# 웨인 루니
웨인 마크 루니(영어: Wayne Mark Rooney, 1985년 10월 24일 ~ )는 잉글랜드의 은퇴한 축구 선수로 현재 EFL 챔피언십에 소속된 플리머스 아가일의 감독으로 활동하고 있다. 포지션은 스트라이커나 세컨드 스트라이커 또는 공격형 미드필더에 기용되어 왔다.
9살이 되던 해 루니는 에버턴의 유스 팀에 가입하였고, 2002년 프로 데뷔를 하였다. 2002년 10월 19일 아스날전에서 데이비드 시먼을 상대로 아스날의 리그 29경기 무패행진을 마감시키는 EPL 데뷔골을 터트렸다. 에버턴에서 두 시즌을 보낸 후, 2004년 여름 이적 시장에서 2700만 파운드에 맨체스터 유나이티드로 이적하였다. 이적 후 그는 4번의 리그와 한 번의 UEFA 챔피언스리그 우승을 따내었다. 2009-10 시즌에 루니는 PFA 선수들이 뽑은 올해의 선수상과 FWA 올해의 선수상을 수상하였다.
2003년 루니는 성인 국가대표 데뷔전을 치렀다. 이후 참가한 UEFA 유로 2004에서 4골을 넣었다. 2006년 FIFA 월드컵, 2010년 FIFA 월드컵, 2014 FIFA 월드컵에도 참가하였다.

## 클럽 경력

### 에버튼 FC
리버풀에서 태어난 루니는 9살이 되었을 때 에버턴 유스팀에 입단하여 2002년 8월 17일 토트넘과의 경기에서 만 16세의 나이로 1군 무대에 데뷔했다. 그로부터 얼마 뒤 아스날의 경기에서 아스날의 30경기 무패 행진을 마감하는 역전골 겸 당시 프리미어리그 최연소 득점 기록을 갈아치우고, 2003년 2월에는 잉글랜드 국가대표로 깜짝 발탁, 유로 2004에서는 첫 경기 프랑스전에서 페널티킥을 얻어내고 조별리그 나머지 2경기에서는 4골을 터뜨리는 센세이셔널한 활약을 펼친다. 그리고 위의 활약을 바탕으로 2004년 8월 2천7백만 파운드라는 거액의 돈으로 맨유로 이적한다.

### 맨체스터 유나이티드

#### 2004-05 시즌 루니 별명 웨인 퍼킹 루니
맨체스터 유나이티드는 리즈 유나이티드로부터 앨런 스미스를 영입했지만 빈공에 시달렸고 맨유는 이 상황을 탈출하기 위해 에버턴으로부터 웨인 루니를 3,000만 파운드를 주고 영입했다. 웨인 루니는 데뷔전 페네르바체와의 UEFA 챔피언스리그 32강 경기에서 해트트릭을 기록하며 맨유의 6-2 대승을 이끌었고 뤼트 판 니스텔로이와 환상의 호흡을 펼치며 첫 시즌은 대회 종합하여 17골을 터뜨렸으나 맨유는 아쉽게도 그 시즌을 무관으로 마쳤다.

#### 2005-06 시즌
2005-06 시즌에는 루니는 더욱 성숙된 플레이를 펼치며 매 경기 기복 없이 꾸준히 득점을 이어나가며 모든 대회에서 좋은 모습을 보였으나 9월 15일에 열린 비야레알전에서 주심의 판정에 불만을 품고 박수를 치는 행동을 하다 퇴장을 당하여 벤피카와의 두 경기에서 모두 결장하게 되었고 팀은 1승 3무 2패라는 치욕적인 결과로 조별 예선 최하위로 탈락하게 되었다. 그는 지난 시즌보다 2골 더 득점한 19골을 득점했으나 첼시와의 원정 경기에서 파울루 페헤이라의 태클로 부상을 당하며 월드컵 출전 위기에 봉착하였으나 산소 텐트를 이용해 빠른 회복에 성공하였다.
칼링컵 위건과의 결승전에서 2골을 넣어 팀의 4대0 대승을 이끌었으며 칼링컵 MVP에 선정되었다.
2005-2006 시즌 활약으로 맨유 팬들이 뽑은 시즌 최우수 선수에게 주어지는 매트 버스비 경 올해의 선수 최우수 선수상을 받게 되었다.

#### 2006-07 시즌

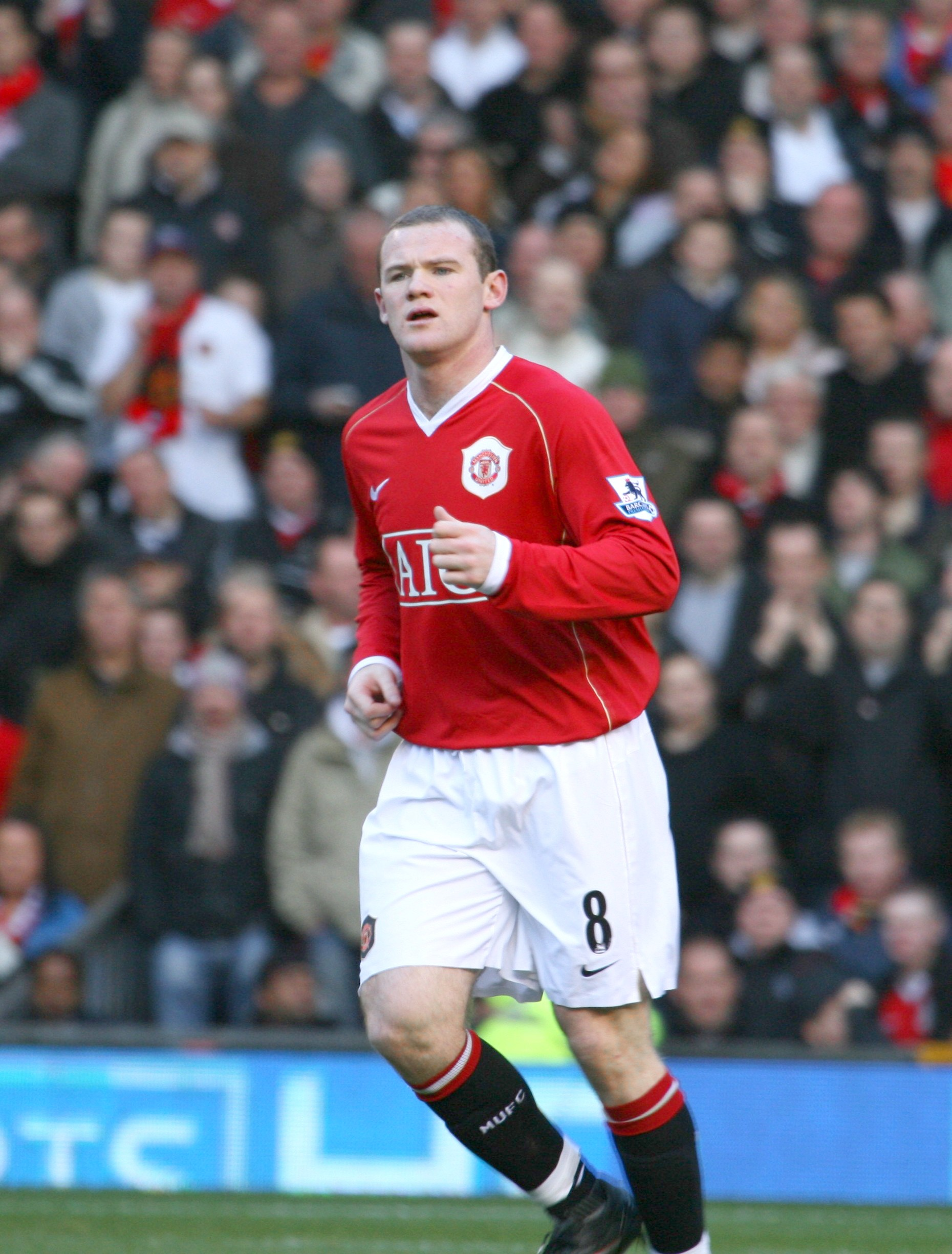
맨체스터 시티와의 더비 경기에서의 루니

2006-07 시즌에 그는 풀럼과의 개막전 홈경기에서 2골을 넣으며 좋은 시즌을 예고했으나 전반기 블랙번 로버스전 해트트릭과 셰필드 유나이티드전 멀티골 이후로는 썩 인상적인 활약을 보이지 못하였다. 그러나 그는 1월 이적 시장에 스웨덴의 전설적인 스트라이커 헨릭 라르손이 임대 영입된 이후로 그와 투톱으로 자주 출전하며 좋은 모습을 보이며 아스널전에서는 한 달 만의 리그 골을 신고하였고, 포츠머스와의 FA컵 8강에서 멀티골을 넣으며 팀을 4강에 진출시켰고, 로마와의 UEFA 챔피언스리그 8강에서 1차전과 2차전 각각 1골씩을 득점하여 팀이 4강에 진출하는데 큰 공을 세웠다.
게다가 FA컵 4강 왓포드전에서 2골을 기록하며 FA컵 준결승 최우수 선수상을 받았고 UEFA 챔피언스리그 4강 1차전 밀란전에서는 후반에 2골을 기록하며 3-2 역전승에 큰 공헌을 하였다. 그리고 리그 35라운드 에버턴전에서는 후반에 역전골과 크리스 이글스의 쐐기골까지 어시스트 하며 4-2 대역전승에 크게 기여하였고 맨유는 2시즌만에 리그 타이틀을 획득하였다.
그는 이 기세를 앞세워 챔피언스리그 결승에 도전하려 했으나 2차전에서 밀란 원정에서 맨유는 0-3으로 패하여 탈락하였다. 팀은 FA컵 결승에서 라이벌 첼시와 만났고 그는 최전방에서 분전했지만 팀은 연장전 후반에 디디에 드로그바에서 결승골을 허용하여 준우승에 그쳤다.
그는 크리스티아누 호날두와 좋은 콤비를 펼치며 자신의 목표인 23골 득점에 성공하였다.
유럽 올스타와의 친선경기에 출전하여 2골을 기록하기도 하였다.

#### 2007-08 시즌

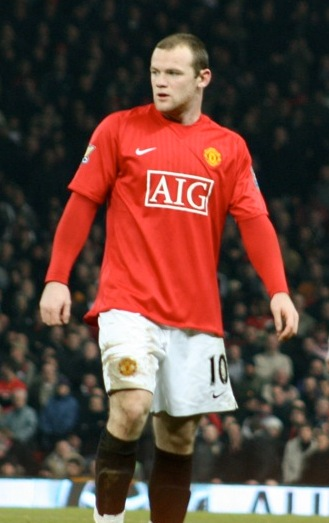
2008년 2월 아스널과의 경기에서의 루니

2007-08 시즌 전, 루니는 맨유의 레전드 데니스 로의 등번호 10번을 이어받았다. 프리미어리그 1라운드 레딩과의 경기에서는 마이클 두베리의 태클에 의해 모사 골절상을 당하며 에버턴과의 6라운드까지 나오지 못하였다.
루니는 로마와의 챔피언스리그 16강 2차전을 시작으로 클럽, 대표팀의 유니폼을 번갈아 입으며 7경기 연속 득점을 하는 경의로운 골 기록을 터뜨리는 맹활약으로 총 대회 포함 18골 14도움을 기록하였고, 루니의 법칙이 존재할 정도로 루니의 기여도가 높았으며 리그 2연패에 크게 기여하였고 애스턴 빌라전에서는 멀티골을 기록하며 프리미어리그 50골과 51호 골을 기록하였으며 첼시와의 챔피언스리그 결승전에 출전하여 맨유가 3번째 챔피언스리그 우승을 차지하는데 크게 공헌하였다.

#### 2008-09 시즌
2008-2009 시즌 루니는 프리시즌 남아공 투어에서 바이러스에 감염되어 뉴캐슬 유나이티드와의 리그 개막전에서 복귀하였다. 그 여파로 인하여 시즌 초반 다소 부진하였으나 5라운드 볼턴 원더러스전을 시작으로 대표팀, 클럽에서 7경기 9골을 터뜨렸으나 에버턴과의 원정 경기 이후에 부진을 겪었다. 그러나 맨체스터 시티전을 시작으로 다시 상승세를 타기 시작했으며 맨시티전에서 루니는 에버턴 시절을 포함하여 통산 100골을 터뜨렸다.
2008년에는 FIFA 클럽 월드컵 준결승전 감바 오사카와의 경기에서 교체 투입되자마자 2골을 터트리며 5-3 승리를 이끌었다. 리가 데 키토와의 결승전에서는 후반 호날두의 패스를 받아 골을 넣어 팀의 1-0 승리를 이끌어 우승을 차지하였고, 루니는 골든볼을 수상하였다.
루니는 총 대회 포함 20골을 넣었고 시즌 막판에는 윙어로도 뛰며 리그 3연패에 크게 기여했으나, 바르셀로나와의 챔피언스리그 결승에서 크게 부진하였고, 결국 0-2로 완패하여 챔피언스리그 2연패에 실패하였다.

#### 2009-10 시즌

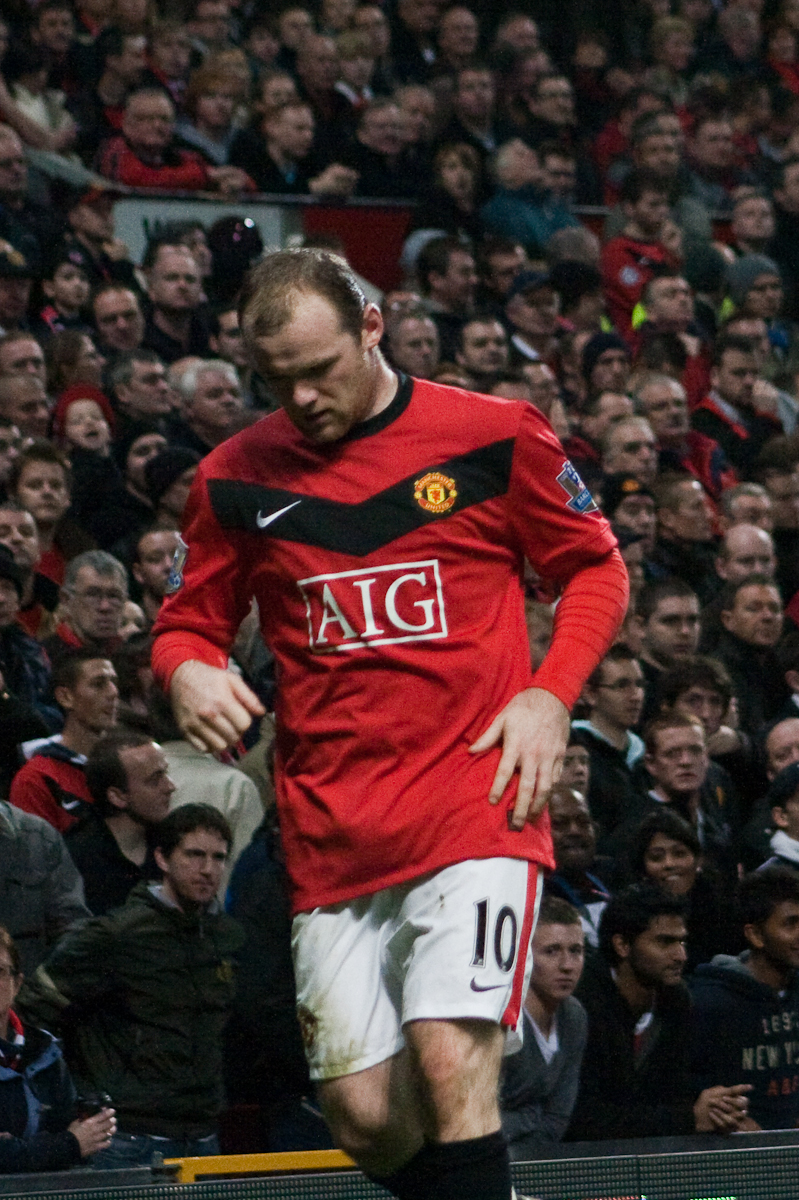
2009년 11월 에버턴과의 경기에서의 루니

2009-2010 시즌에 루니는 에이스 크리스티아누 호날두와 선발과 백업을 오가며 활약하던 카를로스 테베즈가 레알 마드리드 FC와 맨체스터 시티 FC로 이적하며 어깨가 무거워졌다. 시즌 초반 루니는 기대에 부응하는 듯 초반 6경기에서 6골(8~9월까지의 기록)을 넣으며 탄탄대로를 달렸다.(위건과의 경기에서는 프리미어리그에서 100호 골과 101호 골을 넣었다.) 하지만 부상을 당하며 기세가 한풀 수그러들었으며 볼튼과 CSKA 모스크바와의 경기에 결장하였다. 블랙번 로버스전에서 시즌 7호 골을 넣으며 4경기만에 득점에 성공하였지만 득점포가 다시 주춤하였다. 하지만 포츠머스전에서 해트트릭을 기록하여 시즌 10(10~11월까지의 기록) 골을 기록하였고 다음 경기인 웨스트 햄 유나이티드전에서도 1골을 추가하였다. 울버햄튼과 헐시티, 위건전에서 득점을 올리며 14골(12월까지의 기록)로 전반기를 마무리 지었다.
후반기 첫 득점은 번리전에서 나왔고 팀은 3-0 대승을 거두었고 헐 시티전에서는 홀로 4골을 폭발시키며 19호골(1월까지의 기록)을 기록하여 본인의 리그 역대 최다골 기록을 갈아치운 동시에 한 경기에서 가장 많은 득점을 올린 경기로 기록되었다. 그리고 숙적 아스날전에서도 역시 한 골을 기록하며 3-1 승리를 이끌었고(맨유에서의 100호 골을 터뜨림) 포츠머스전에서도 역시 1골을 기록하였다. UEFA 챔피언스리그 16강 1차전 AC 밀란전에서 헤딩으로 2골을 기록하며 산 시로(스타디오 주세페 메아차) 징크스를 깨뜨리는데 일등공신이 되었고 팀의 3-2 승리를 이끌었고 27라운드 자신의 친정팀인 에버턴전에서 득점을 노렸지만 밀집수비에 막히며 무득점에 그쳤고 1-3으로 패하였다. 하지만 주중에 열린 웨스트 햄전에서 또다시 헤딩으로 2골을 기록하며 3-0 승리를 이끌었고 리그 23호골(2월 까지의 기록)을 기록하였다.
루니는 이집트와의 A매치 경기에서 무릎 부상을 당하여 울버햄튼 전에 결장하였고 다음 경기였던 AC 밀란과의 챔피언스리그 경기에서 또다시 2골을 기록하여 팀을 8강으로 이끌었다. 또한 주말 풀럼전에서 2골을 기록하였고 다음 리그 경기였던 리버풀전에서도 골을 기록하며 26골(3월까지의 기록)을 기록하였다. 루니는 리버풀전 막판에 경미한 발목 부상을 당하여 볼튼과의 리그 경기에서 결장하였고 FC 바이에른 뮌헨과의 1차전에서 2분 만에 선취골을 넣으며 챔피언스리그 5호 골(3월까지의 기록)을 기록하였지만 후반 막판 마리오 고메즈의 돌파를 막는 과정에서 또다시 발목 부상을 당하며(1-2로 역전패) 리그 우승의 판도를 결정지을 수 있는 첼시 FC 전에 결장하였고 팀은 1-2로 패배하며 1위를 첼시에게 내주고 말았다. 그는 2~3주 결장이 예상되었으나 바이에른 뮌헨전에 깜짝 선발 출전하였고, 전반 2분에 대런 깁슨의 골에 관여하며 무난한 활약을 했지만 부상 우려로 54분에 교체 아웃되었다. 팀은 72분에 아르연 로번에게 결승골을 허용하며 원정 다득점에 밀려 8강에서 탈락하고 말았다. 주말 경기였던 블랙번 원정에 결장하였고 팀은 무득점 무승부에 그치며 리그 우승에 더욱 멀어지게 되었다. 다음 경기었던 맨체스터 더비에 선발로 출전하였지만 73분에 교체 아웃되었다.(폴 스콜스의 결승골로 1-0 승리) 뒤이어 선더랜드(나니 결승골로 1-0 승)와 스토크 시티전(플레처, 긱스, 히킨보텀 자책골, 박지성 득점으로 4-0 승리)에 선발로 출전하였지만 무득점에 그쳤고 스토스 시티전에는 경미한 사타구니 부상으로 76분에 교체되었다.
득점 2위인 26골로 시즌을 마무리 했지만 득점왕은 29골을 기록한 디디에 드록바에게 돌아갔다. 시즌 총 득점수 34골, 프리미어리그 올해의 선수상, 매트 버스비경 올해의 선수상, 프리미어리그 선수협회 올해의 선수상, 영국 기자 협회 올해의 선수상 등을 수상하며 화려한 시즌을 보냈다.
칼링컵에서도 루니는 좋은 활약을 하였다. 3경기에만 출전하였지만 2골 1도움(맨시티 1,2차전에서 1골 1도움,아스톤 빌라와의 결승전 1골)을 기록하며 유나이티드에게 유일한 타이틀을 안겼다.

#### 2010-11 시즌
2010-11 시즌 루니는 지난 시즌의 파괴력을 보여주지 못하고 주춤하는 모습을 보여줬으며 사생활 문제와 재계약 과정에서의 마찰로 인해 이적 선언을 했으나 10월 22일 맨유와 5년 재계약을 맺으며 이적 루머를 마무리 지었다. 루니는 훈련 도중 동료 선수 폴 스콜스의 태클에 부상을 당하며 미국에서 한 달여 간의 재활을 마치고 위건 애슬레틱와의 홈경기에서 복귀하여 활발한 움직임을 보였다. 주중 챔피언스리그 경기에서 페널티킥 결승골을 성공시키며 3달간의 골 침묵을 깬 루니는 주말 블랙번 로버스와의 경기에서 2개의 도움과 헌신적인 플레이로 역시 루니라는 찬사를 받았다. 루니는 1월 1일 열린 웨스트 브로미치 앨비언과의 경기에서 시즌 첫 필드골을 뽑아냈다. 9개월 만의 필드골이었고 루니는 이 경기에서 하비에르 에르난데스의 결승골까지 어시스트 하며 팀의 2대1 승리를 이끌었다. 그는 2월 2일 애스턴 빌라와의 경기에서 멀티골을 기록하며 3-1 승리를 이끌었고, 2월 12일에 열린 맨체스터 시티와의 더비 매치에서 바르셀로나 시절의 히바우두의 바이시클킥을 연상케 하는 골을 성공시키며 2-1 승리를 이끌었고, 위건 애슬레틱전에서도 1골을 기록했으며 라이벌 첼시, FA컵 8강전 아스널전에서 각각 1골씩을 넣었다. 웨스트 햄 유나이티드와의 경기에서는 0-2로 지던 후반에 시즌 첫 해트트릭을 성공시키며 리그 두 자릿수 득점에 성공하였으나, 해트트릭을 성공시킨 후 카메라에 욕설을 하여 2경기 징계를 받아 풀럼과의 홈경기와 웸블리에서 열리는 지역 라이벌 맨체스터 시티와의 FA컵 준결승 경기에 결장하게 되었다. 결국 맨체스터 유나이티드는 맨체스터 시티의 미드필더 야야 투레에게 결승골을 헌납하여 0-1로 패배하였고, 12년 만의 트레블의 영광 재현에 실패하고 말았다. 웨스트햄전이 끝나고 다음 경기었던 첼시와의 원정 경기에서도 루니는 결승골을 넣어 맨유가 9년 만에 스탬포드 브릿지 징크스를 깨는데 큰 역할을 하였다. 맨유는 2차전에서도 2-1로 승리를 거두며 1시즌만에 4강전에 진출하게 된다.
루니는 뉴캐슬 유나이티드 전에 복귀하였으고 득점을 기록하지는 못했으나, 샬케 04와의 UEFA 챔피언스리그 4강 1차전에 선발로 출전하여 1골 1도움을 기록하여 맹활약하였고, 블랙번 로버스 전에서는 후반 72분 하비에르 에르난데스가 얻어낸 페널티킥을 성공시키며 맨유의 리그 최다 우승 기록(19회)을 이끌었다. 루니는 이 기세를 몰아 바르셀로나와의 UEFA 챔피언스리그 결승전에 선발 출전하여 전반 33분 동점골을 성공시키는 등 분전하였으나 후반 리오넬 메시와 다비드 비야에게 연속골을 허용하였고 1-3으로 패배하여 2년 전 결승전의 복수에 실패하였다.
2010-11 시즌의 활약상을 인정받아 팀 동료 수비수인 네마냐 비디치와 2011 국제축구연맹 국제 축구선수협회 세계 베스트 일레븐에 수비수와 공격수 부분에 선정되는 기쁨을 누리기도 하였다.

#### 2011-12 시즌
루니는 시즌 초반에 웨스트브롬위치와 토트넘, 아스널, 볼튼, 첼시를 상대로 연속 득점을 올리며 9골로 득점 선두를 달렸으며 특히 볼튼과 아스날을 상대로는 두 경기 연속 해트트릭을 기록하기도 했다. 하지만 스토크 시티 원정 경기에서 트레이닝 도중 경미한 부상으로 경기에 결장하였고 다음 주 토요일 경기인 노리치 시티와의 경기에서 선발로 복귀하였다. 그러나 부상 여파와 아버지의 승부조작 스캔들로 인하여 멘탈적으로 흔들리기 시작했고 국가대표 경기에서는 퇴장을 당하여 3경기 출전 정지 처분을 받기도 하였다.(항소가 받아들여지며 1경기가 감소되었다.) 이로 인해 알렉스 퍼거슨 감독은 숙적 리버풀 원정 경기에서 그를 선발 명단에서 제외한 후반 23분에 교체로 투입하였다. 주중 챔피언스리그 경기인 오델룰 갈라치전에서는 2골을 기록하였지만 맨체스터 시티와의 리그 경기에서 부진하였고 유나이티드는 맨체스터 시티에게 1-6 충격적인 패배를 당하기도 하였다. 또한 팀의 중앙 미드필더들의 줄부상으로 중앙 미드필더로 기용되기도 하면서 득점과는 점점 멀어졌다. 엎친 데 덮친 격으로 벤피카와의 챔피언스리그 경기에서는 부상으로 결장하였고 맨유는 2-2 무승부를 거두며 사실상 조 2위를 노려야 하는 상황이 되었다. 주말 뉴캐슬전에서 부상 복귀하였으나 팀은 졸전 끝에 1-1 무승부를 거두었고 그는 또다시 무득점에 그쳤다.
유나이티드는 바젤과의 챔피언스리그 경기에서 1-2로 패배하면서 충격적인 조별예선 탈락을 6년 만에 겪게 되었고 그는 또다시 득점에 실패하였다. 그러나 루니는 주말 울버햄튼 전에서 2골을 기록하였고, 퀸즈파크 레인저스와 풀럼전에서도 골을 기록하며 3경기에서 4골을 몰아치는 등 득점력을 회복하였다. 그러나 박싱데이 마지막 경기인 블랙번전에서는 전날 조니 에반스, 대런 깁슨과 술을 마시면서 컨디션 회복에 실패하여 명단에서 아예 제외되었고 벌금을 물기도 하였다.(팀은 2-3 패배) 이로 인해 알렉스 퍼거슨 감독과의 불화설이 돌기도 하였고 팀은 주중 뉴캐슬전에서도 0-3으로 패배하였고 그는 부진하여 73분에 교체 아웃 되기도 하였다. 계속해서 불화설이 돌자 퍼거슨 감독과 루니는 모두 불화설을 부인하였다. 그는 FA컵 맨체스터 시티와의 더비 매치에서 2골을 기록하여 팀의 승리를 이끌었고 선취골을 넣은 뒤 맨유 엠블럼에 키스를 하는 세레머니를 하여 이적설을 완전히 불식시켰다.
그는 아스날과의 리그 원정 경기 막바지에 부상을 당하여 리버풀과의 FA컵 경기와 스토크 시티와의 리그 경기에서 나오지 못하였으며 첼시와의 경기에서 부상 복귀하여 후반에 두골을 기록하여 3-3 무승부를 이끌어냈다. 다음 경기였던 리버풀과의 리그 홈경기에서 후반에 두골을 성공시키며 2-1 승리를 이끌었다. 아약스와의 유로파리그 1차전이 끝마친 후 루니의 부상이 다시 도졌다. 그래서 그는 아약스와의 유로파리그 2차전과 노리치 시티와의 리그 경기에서 결장하였고 토트넘 원정 경기에서 복귀전을 치렀다. 그는 전반 막바지 코너킥 상황에서 헤딩으로 1골을 기록하였고 팀은 후반 애슐리 영의 두골을 묶어 3-1 승리를 거두었다.
루니는 유로파리그 아틀레틱 빌바오와의 1차전에서 2골을 기록하였지만 팀은 졸전 끝에 홈에서 2-3으로 패하였다. 그다음 주말 경기인 웨스트 브롬과의 리그 경기에서 또다시 두골을 몰아치며 2-0 승리를 이끌었고, 동시간대 경기한 맨체스터 시티는 스완지 시티 원정에서 루크 무어에게 결승골을 허용하며 0-1로 패하여 유나이티드는 리그 1위로 올라서게 되었다. 그는 유로파리그 아틀레틱 빌바오와의 2차전에서 후반 막판 만회골을 넣었다. 팀은 1-2로 패배하여 유로파리그에서 탈락하였다. 풀럼과의 리그 경기에서도 루니는 결승골을 넣으며 1-0 승리를 이끌었다.
4월에 루니는 꾸준한 득점력을 이어나갔다. QPR전에서 1골, 아스톤 빌라전에서 2골, 에버턴전에서 2골을 기록하였다. 그러나 유나이티드는 에버턴과의 경기에서 4-2의 리드 상황에서 막판에 니키차 옐라비치와 스티븐 피에나르에게 골을 허용하며 4-4 무승부를 기록하였고, 그다음 경기였던 맨시티-울버햄튼 전에서 시티가 2-0으로 승리하여 두 팀의 승점 차는 3점 차가 되었으며 유나이티드는 다음 경기인 맨체스터 더비에서 최소 무승부 이상을 해야 하는 어려운 상황이 되었다.
결국 맨체스터 더비에서 유나이티드는 전반 막판 뱅상 콩파니에게 골을 허용하며 0-1 패배를 당하였고 득실차에 밀려 리그 1위를 시티에게 내주었다. 유나이티드는 스완지 시티와의 37라운드와 선더랜드와의 최종전에서 승리하였지만 맨시티가 잔여 두 경기에서 승리를 거둠에 따라 유나이티드는 리그 우승을 시티에게 내주었고 7년여 만에 무관이라는 시즌 성적표를 받아 들여야 했다. 루니는 리그 최종전인 선더랜드전에서 득점을 올리며 팀의 1-0 승리를 이끌었다.
그는 리그에서 27골 7도움을 기록하여 2009-10 시즌에 기록했던 26골의 리그 최다골 기록을 갈아치웠으며 득점랭킹 2위를 차지하였다. 그리고 시즌 도합 34골을 넣어 2009-10 시즌과 도합 골 타이틀을 이루었다. 또한 이 시즌의 활약으로 잉글랜드 프리미어리그 올해의 팀 공격수 부문에 득점왕을 차지한 로빈 판 페르시와 함께 공격수 부분에 선정되었다. 그리고 그가 지난 시즌 맨체스터 더비에서 기록한 바이시클 킥은 잉글랜드 프리미어리그 20주년 최고의 골에 선정되기도 하였다.

#### 2012-13 시즌
시즌이 시작되기 전 아스날에서 지난 시즌 득점왕 로빈 판 페르시가 영입되면서 팬들은 루니와 판 페르시가 프리미어리그 최고의 투톱이 될 것으로 기대하였지만 2012-13시즌 루니는 공격형 미드필더로 포지션을 변경하였다. 퍼거슨 감독은 4-2-3-1 포메이션에서 원톱에 판 페르시를 기용하였고 루니를 공격형 미드필더로 기용하였다. 그러나 리그 2라운드 풀럼전에서 루니는 후반 22분에 교체 투입되어 그라운드를 누볐지만 경기 막판에 우고 로다예가의 슈팅을 막는 과정에서 허벅지 안쪽에 깊은 상처를 입어 약 한 달간 나오지 못하게 되었다.
캐피탈 원 컵 뉴캐슬 유나이티드와의 홈경기에서 부상 복귀전을 치렀다. 후반 31분까지 뛰고 닉 포웰과 교체되었다. 그는 토트넘과의 리그 6라운드에서 후반 45분에 교체로 리그 복귀전을 치렀다. 0-2로 지고 있는 상황에서 교체되어 분위기를 바꿔놓았지만 맨유는 2-3으로 패하여 23년 만에 토트넘에게 홈에서 패하고 만다. 챔피언스리그 조별예선 2차전 CFR 클루이 원정 경기에서 루니는 판 페르시에게 두 개의 정확한 도움을 연결하여 2-1 승리를 합작해냈다. 뉴캐슬 유나이티드와의 리그 7라운드에서도 2개의 도움을 기록하여 3-0 완승을 이끌어냈다.
루니는 A매치에서 잉글랜드 대표로 선발되어 산마리노와의 경기에서 주장 완장을 차고 나와 5-0 승리를 이끌었고 폴란드와 1-1로 비긴 경기에서도 골을 넣었다.
리그 8라운드 스토크 시티전에서 루니는 전반 11분에 자책골(자신의 커리어 첫 자책골이다)을 넣어 불안한 출발을 했지만 2골 1도움을 기록하며 4-2 승리를 이끌었고 공격 파트너 판 페르시와 좋은 호홉을 선보였다. 리그 10라운드 아스날과의 경기에서는 페널티킥을 실축했지만 후반에 1개의 도움을 기록했고 적극적인 수비 가담과 날카로운 패스, 판 페르시와의 유기적인 호흡 등으로 호평을 받았다. 챔피언스리그 4차전 브라가 원정 경기에서 후반 39분에 페널티킥으로 챔피언스리그 첫골을 만들어냈고 팀은 후반 막판 10분에 3골을 몰아넣는 집중력을 선보여 3-1 역전승을 거두어 4승으로 일찌감치 16강 진출을 확정 지었다. 리그 11라운드 아스톤 빌라 원정 경기에서 후반 33분에 루니는 무릎 부상을 당하여 안데르송과 교체되었고 12라운드 노리치 시티 원정 경기까지 나오지 못하였다. 13라운드 퀸즈 파크 레인저스와의 홈경기에서 선발 복귀전을 치른 루니는 1도움을 기록하여 3-1 승리를 이끌었다. 15라운드 레딩 FC 원정 경기에서 루니는 2골 1도움을 기록하여 4-3 승리를 이끌었고 2위 맨체스터 시티와의 맨체스터 더비 경기에서는 두 골을 성공시키며 3-2 승리를 이끌었고 27살 46일에 리그 150호 골을 기록해 아스날의 티에리 앙리가 가지고 있던 28살 150일 최연소 150호 골 기록을 경신했다. 또한 맨체스터 더비 통산 10골을 득점하여 최다골 공동 선두에 이름을 올렸다. 16라운드 선덜랜드전에서도 루니는 한 골을 추가하여 시즌 7호 골을 기록하였다.
2012년 10월 몬테네그로와의 유로 2012 예선에서 상대 수비수를 걷어차며 A매치 3경기 출전 금지 처분을 받은 후, 그와 파비오 카펠로 前 잉글랜드 대표팀 감독은 소명위원회에 출석해 유럽 지역 축구사회에 봉사활동을 하는 조건으로 징계 수위를 3경기에서 2경기로 낮추었는데, 이로 인해 루니는 12월 16일 스위스 중서부의 마을 파이에른으로 가서 파이에른 클럽 유소년 선수들에게 기초 전술과 기술을 가르쳤다. 루니는 지역 방송과의 인터뷰에서 "(일일 코치직이) 아주 신선한 일이었다"고 소감을 전하면서 "몇몇 재능 있는 선수들이 눈에 띄였다"고 덕담을 건넸다. 봉사가 끝난 후 봉사 도중 찍은 사진과 동영상을 자신의 페이스북에 올리기도 하였다.
17라운드 스완지 시티 원정 경기에서는 부진한 모습으로 후반 32분에 라이언 긱스와 교체아웃 되었다. 그는 18라운드 뉴캐슬과의 홈 경기를 앞두고 훈련 도중 발리 슈팅을 시도하다가 무릎 인대에 부상을 당하여 약 3주간 경기에 나설 수 없게 됐다. 리버풀과의 리그 경기에서 복귀할 것이라는 소식도 있었으나 결국엔 결장하였고 웨스트햄 유나이티드 FC와의 FA컵 재경기에 출전하여 전반 9분에 결승골을 터뜨렸고 지난 6일에 사망한 자신의 처제인 조지 맥러플린을 추모하는 세레머니를 하기도 했다. 리그 23라운드 토트넘전에서 후반전에 교체로 출전했고 FA컵 풀럼전에서 1골을 터뜨리며 4-1 승리를 이끌었다. 사우스햄튼 FC전과 풀럼과의 리그 경기에서 총 3골을 넣으며 9시즌 연속 리그 두자릿수 득점이라는 기록을 이어갔다. 레알 마드리드와의 챔피언스리그 16강 1차전에서 오른쪽 윙어로 83분을 소화했던 루니는 비염증세로 레딩 FC와의 FA컵 16강은 결장했으며 QPR 원정에서 후반 교체투입되었다. 이후 노리치 시티 FC전에서 1골 2도움을 기록하며 4-0 승리를 이끌었다. 주말 경기 맹활약을 펼쳤던 루니었지만 레말 마드리드와의 16강 2차전에서는 전술적인 문제로 선발 명단에서 제외되었고 팀은 1-2로 역전패하며 탈락하자 불화설과 이적설이 돌기 시작하였다. 그러나 퍼거슨 감독과 루니 개인이 모두 이를 부인하였고 루니는 첼시와의 FA컵 경기에 출전하여 프리킥으로 한골을 득점하였다.
이후 레딩과의 리그 경기에도 선발로 출전하여 결승골을 득점하였고 산마리노와 몬테네그로와의 월드컵 예선전에서 1골씩을 기록하였다. 이후 소속팀에 복귀한 루니는 부상으로 선더랜드와의 리그 경기와 첼시와의 FA컵 재경기에 출전하지 못하였고 맨체스터 시티와의 리그 경기에 복귀했지만 팀의 1-2 패배를 막진 못하였다. 스토크 시티와의 리그 경기에서 루니는 중앙 미드필더로 깜짝 선발 출전하여 2-0 승리를 이끌었으며 맨 오브 매치에 선정되었다. 웨스트햄 원정 경기에서는 부진한 몸놀림으로 후반에 라이언 긱스로 교체되었지만 아스톤 빌라전에서는 판 페르시의 환상적인 골을 어시스트하며 3-0 승리를 이끌었고 맨유는 EPL 최초로 통산 20번째 우승이라는 금자탑을 쌓게 된다.

#### 2013-14 시즌
2013년 9월 18일 올드 트래퍼드에서 열린 맨체스터 유나이티드 와 바이엘 04 레버쿠젠의 챔피언스리그 조별리그 1차전에서 멀티골을 득점하며 맨유에서의 통산 200호골을 달성하였다. 이 기록으로 그동안의 맨유에서의 불화설을 일축시켰다. 그 이후, 모예스와의 불화설과 계속되는 이적설에 휘말려 팀과의 재계약이 지지부진하자, 무리뉴가 이끄는 첼시FC로 이적할 것을 고려하였다. 그러나 맨유의 간절한 구애 끝에, 루니는 마음을 돌려 주급 5억에 4년 재계약에 합의하며, 2019년 6월까지 맨유에 남기로 결정하였다.
3월 23일에 있었던 웨스트햄 유나이티드과의 원정 경기 때 벌어진 전반 7분에는, 하프라인에서 데이비드 베컴을 연상케하는 환상적인 골을 기록하였고, 전반 32분에는 상대 수비수의 실책을 틈타 추가골을 기록하며 팀을 2-0 승리를 이끌었다. 그리고, 3월 29일에 올드 트래퍼드에서 애스턴 빌라와의 홈 경기에서 2골을 기록하여 4-1 대승을 거두는 맹활약을 펼쳤다. 4월 27일 올드 트래퍼드에서 열린 노리치 시티와의 홈 경기에서 2골을 기록하여 4-0 대승을 거두는 맹활약을 펼쳐 긱스가 임시 감독을 맡은 이후, 첫 승을 안겨주었다.

#### 2014-15 시즌
시즌을 앞두고, 팀의 새로운 주장으로 선임되었다. 2014-15 시즌에는 주로 미드필더로 많은 경기에 출장 하고 있다. 시즌 초반에는 공격형 미드필더로 배치 되었고, 중반부터는 중원에 배치되어 마이클 캐릭 등과 짝을 이루어 주로 미드필더로 뛰고 있다. 8월 16일에 열린 스완지 시티와의 리그 개막전에서 후반 8분, 팀이 0-1로 끌려가는 상황에서 환상적인 바이시클 킥으로 동점골을 기록했지만, 결국 팀의 패배를 막지 못하였다. 그 이후, 9월 14일에 열린 QPR과의 홈 경기에서 전반 44분에 팀의 세 번째 골을 기록하여 팀의 리그 첫 승을 이끌었다. 9월 27일에 열린 웨스트 햄과의 홈 경기에서 전반 4분에 골을 넣었는데 프리미어 리그에서 176골을 기록하며 통산 득점 단독 3위에 올랐다. 지난 15일 퀸즈 파크 레인저스와의 경기에서의 골로 티에리 앙리와의 공동 3위에서 기록했던 루니는 2경기 연속 골을 기록하며 앙리를 제치고 단독 3위에 올랐다. 그러나, 후반 14분에 상대편의 역습을 끊기 위한 고의적인 파울을 하다가 퇴장을 당했다. 그 이후, FA로부터 3경기 출장정지 징계처분을 받아 오는 10월 5일 에버턴, 21일 웨스트 브로미치, 27일 첼시 전에 출장할 수 없게 됐다. 출장정지 징계처분을 받은 이후, 루니는 아스날 원정 경기, 헐 시티, 리버풀과의 홈 경기에서 연속 골을 기록하였다. 그 후, 루니는 지난 2월 28일 올드 트래퍼드에서 열린 프리미어리그 27라운드 선덜랜드전에서 2골을 터뜨리며 팀을 2-0 승리로 이끈데다가 프리미어리그 출범 후 최초로 11시즌 연속 두 자릿수 득점 기록을 달성한 동시에 멀티골 경기 기록 부문에서도 33경기를 기록하며 앨런 시어러(46경기), 티에리 앙리(34경기)에 이어 3위를 기록하였다.

#### 2015-16 시즌
시즌을 앞두고, 판 페르시, 팔카오 등 공격수들이 팀을 떠나자, 판 할 감독은 루니를 주 포지션이였던 최전방 공격수로 변환시켰고, 루니는 8월 4일에 열린 토트넘과의 홈 개막전 경기에서 최전방 공격수로 선발 출전하여 1-0 승리를 일조하였다. UEFA 챔피언스리그 플레이오프 2차전에서 부진을 깨고 해트트릭을 기록하여 2년만에 조별리그에 복귀를 시켰다. 그러나 챔피언스리그에서의 모습과 달리 리그에서의 부진은 계속되었다. 리그4라운드 스완지 시티와의 경기에서는 1대1 찬스를 놓치는 모습을 보이며 팬들을 실망시켰다. 반면 스완지는 기성용을 투입한후 점유율부분에서 우위를가지며 맨유는 그경기를 바페팀비 고미스, 앙드레 아유의 활약에 의해 2대1로 역전패 당하고 말았다. 그 후, 9월 12일에 있었던 리버풀과의 홈 경기에는 햄스트링 부상으로 결장하였고, 팀은 3-1 승리를 거두었다. 9월 26일에 있었던 선덜랜드와의 홈 경기에서 본인의 리그 첫 골을 신고하여 기나긴 골가뭄을 씻었으며, 팀은 3-0 승리를 거둬 리그 1위로 올라섰다. 하지만 한 동안 골을 기록하지 못하며 부진에 빠졌으나, 11월 3일 올드 트래퍼드에서 열린 2015-16 UEFA 챔피언스리그 B조 조별리그 4차전 CSKA 모스크바와의 경기에서 결승골을 기록하여 팀의 1-0 승리를 이끌었고, 기나긴 부진을 털어냈다. 더불어 루니가 기록한 골은 맨유에서 기록한 237번째 득점으로 맨유 통산 최다골 공동 2위에 해당하는 기록이었으며, 팀의 레전드 데니스 로의 기록과 동률을 이루게 됐다.
루니는 이어서 11월 29일에 열린 레스터 시티와의 14라운드 경기에 선발 출전했으나, 발목 부상을 당해 후반 22분 만에 멤피스 데파이와 교체돼 그라운드를 빠져나왔고, 12월 9일에 열린 볼프스부르크와의 챔피언스리그 원정 경기에 제외되었다. 12월 19일에 열린 노리치 시티와의 홈 경기에는 부상 복귀 이후, 맨유 유니폼을 입고, 500번째 경기를 치뤘으나, 1-2 패배를 당했다. 1월 13일 뉴캐슬 유나이티드와의 원정 경기에서 2골 1도움을 하는 대활약을 펼쳤지만 팀은 3-3으로 비기고 말았다. 1월 16일에 있었던 리버풀과의 원정 경기에서 결승골을 기록하였는데, 이 날 루니는 한 팀에서 EPL 176호 골이라는 신기록을 세워 1-0 승리를 이끌었다. 10월 5일에는 6경기 동안 6골을 기록한 루니는 맨유 1월의 선수로 선정되었다. 2016년 5월 17일에 열렸던 본머스와의 리그 최종전에서 1골 1도움을 기록하여 팀을 3-1 승리를 이끌었다. 특히, 루니는 이 경기에서 올드 트래퍼드에서 100호골을 달성하는 기록을 남겼다.

#### 2016-17 시즌
조세 무리뉴 감독의 부임 이후, 루니는 주장직을 유임하였지만 좋지 못한 경기력으로 주전 자리를 잃어갔다. 이로 인해 잦은 이적설에 휩싸였으며 대표팀 소집 기간엔 음주 파문까지 흘러나와 논란을 빚기도 했다. 하지만, 2016년 10월 20일 맨체스터 유나이티드와 페네르바체 SK와의 경기에서 예전같은 활동량을 보여주며 포그바의 골에 기여하고 린가드의 골에 어시스트를 보였으나, 이후 부상으로 인해 첼시, 맨시티 경기가 이루어진 10월 26일 경기까지 결장하였다. 11월 3일 터키 이스탄불의 쉬크뤼 사라졸루 스타디움에서 열린 유로파리그 A조 4차전에서 모처럼 선발 출전하여 80일 만에 골을 기록하였지만 팀의 1-2 패배를 막지 못했다. 하지만 유럽 축구 대항전에서 38번째 득점을 기록하여 뤼트 판 니스텔로이가 갖고 있던 38골과 동률을 이뤘다. 그리고, 맨유에서 통산 247골을 기록했으며, 맨유 레전드인 보비 찰턴이 가진 통산 249골에 두 골 차로 바짝 다가섰다. 11월 6일에 있었던 스완지와의 리그 경기에서 선발 출전하여 EPL 도움 100개를 달성, 램퍼드의 기록까지 2개 차로 추격하였다. 이 날 루니는 89분을 뛰었고, 팀은 포그바와 즐라탄의 2골을 묶어 3-1 승리를 거두었다. 11월 24일 올드 트래퍼드에서 열린 유로파리그 A조 5차전 페예노르트와의 경기에서 맨유는 1골 1도움을 올린 루니의 활약상에 힘입어 4-0 완승을 거뒀으며, 유럽 대항전 통산 39골을 터트리며 맨유의 유럽 대항전 최다 득점자에 이름을 올림과 동시에 보비 찰턴이 가진 통산 249골에 한 골 차로 다가섰다.
2017년 1월 5일에 열린 레딩과의 2016-17 FA컵 3라운드 홈 경기에서 자신의 맨유 통산 249호골에 성공하여 보비 찰턴의 '맨유 최다골'과 동률을 이뤘다. 이 날 경기에서 맨유는 레딩에 4-0 대승을 거두고 FA컵 32강에 진출하였다. 1월 15일 리버풀과의 리그 경기에서는 마이클 캐릭과 후반 시작 전에 교체 출전하여 본인의 EPL 450경기 출전 기록을 세우며 역대 21번째로 450경기에 출전한 선수가 되었다. 2017년 1월 21일에 있었던 스토크 시티와의 리그 원정 경기에서 후반 추가시간에 프리킥 동점골을 기록하여 팀의 1-1 무승부를 이끌어냄과 동시에 팀의 17경기 무패를 이어갔다. 이 날 경기에서 동점골을 뽑아낸 루니는 맨유 통산 250골을 기록하여 보비 찰턴의 기록(249골)을 넘어섰다. 경기 이후, 무리뉴 감독 역시 루니가 쓴 새 역사에 칭찬을 아끼지 않았다. 스토크전 직후 기자회견서 "이 기록은 잉글랜드 최고이자 세계 최고인 구단이 세운 기록이다"라며 입을 뗐다. 그는 이어 "루니 이전에는 영국 축구의 전설이 가졌던 기록이기도 하다. 따라서 루니는 확실한 맨유의 전설이 되었다"면서 루니의 업적에 엄지를 치켜세웠다. 2017년 1월 22일에 루니는 영국 축구기자협회(이하 FWA)가 주최한 특별 행사에서 라이언 긱스, 데이비드 베컴, 스티븐 제라드, 프랑크 램파드에 이어 통산 다섯 번째로 공로상을 수상하였다.
2017년 4월 23일(한국시각) 영국 번리 터프 무어에서 벌어진 번리와의 2016~2017시즌 잉글랜드 프리미어리그 원정경기서 3개월 만에 골을 기록하여 2대0로 승리했다.
그 후, 루니는 2017년 5월 15일(한국시각)에 도박을 통해 2시간 만에 50만 파운드(약 7억 2000만원)를 탕진해 논란을 일으켰다. 지난 2008년 2시간 만에 6만 5000파운드(약 9400만 원)를 잃었고 2006년에도 현지 언론들이 "루니가 70만파운드(약 10억 원)의 도박 빚을 졌다"고 보도한 바 있다.

### 에버튼 FC 복귀

#### 2017-18 시즌
16-17 시즌 후, 루니는 2017년 7월 9일(한국시각)에 13년 간 몸 담았던 맨유를 떠나 친정팀 에버튼 복귀를 확정지었으며, 계약 기간은 2년이다. 그리고, 주급은 맨유가 대신 보조로 내주기로 했다.
루니는 2017년 8월 21일(현지시간) 맨체스터 에티하드 스타디움에서 열린 맨체스터 시티와의 리그 2라운드 경기에서 전반 35분 득점을 기록하여 통산 200골을 달성하였으며, 앨런 시어러(통산 260골)에 이어 두 번째로 EPL에서 200골 이상을 기록한 선수로 남게 됐다.

### D.C. 유나이티드
2018년 6월 28일, 3년 반의 계약을 맺으며 D.C. 유나이티드로 이적했다.

### 더비 카운티
D.C. 유나이티드와 계약이 2년이 남은 2019년 8월 6일, 루니는 2020년 1월에 시작되는 더비 카운티와 플레잉 코치 계약을 맺었다.
2020년 11월 26일 필립 코퀴 계약 해지 이후 공동 감독 대행으로 임명됐다.
2021년 1월 15일 정식 감독으로 승격했다.

## 국가대표팀 경력

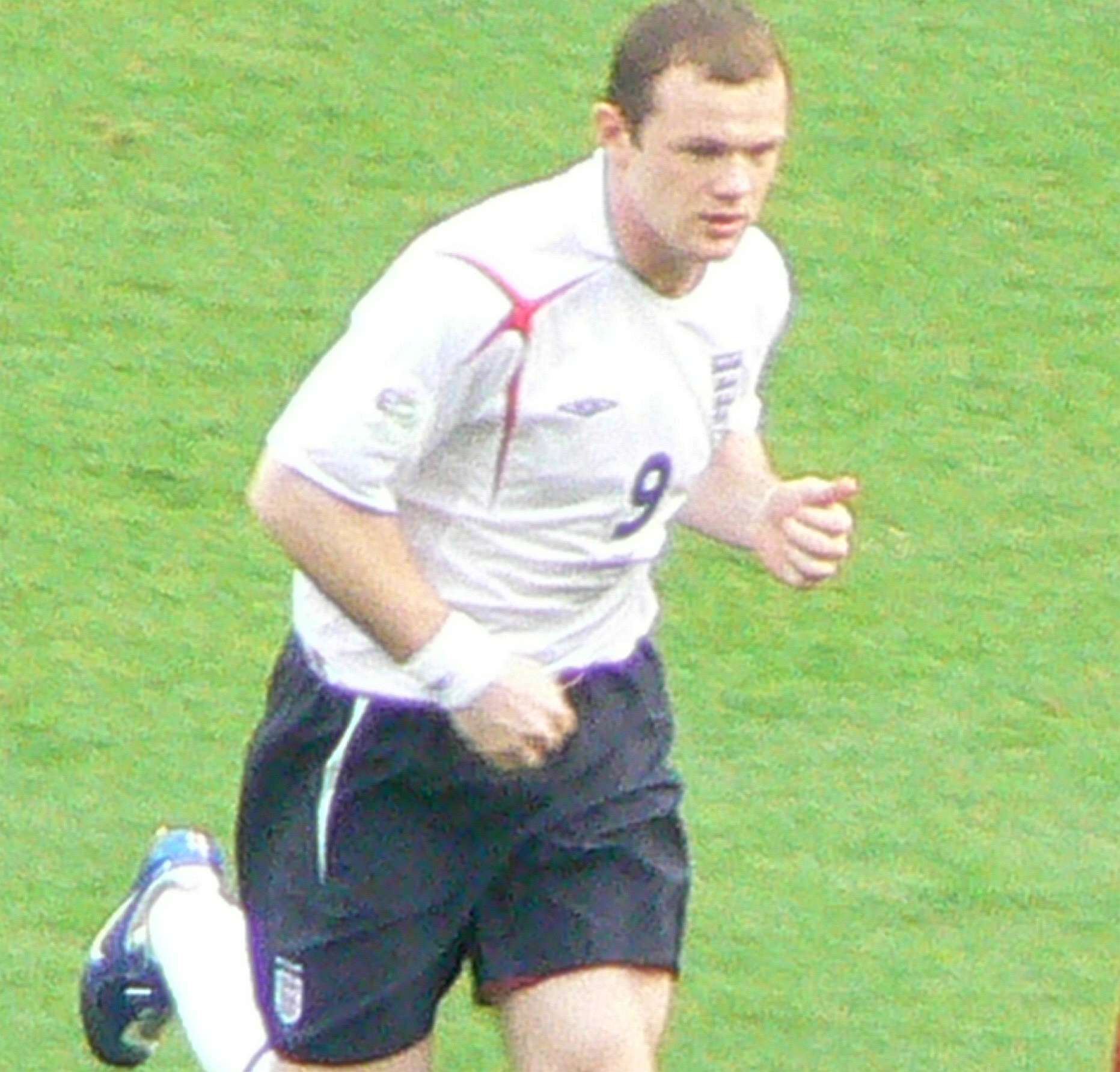
잉글랜드에서의 루니 (2006년 6월)

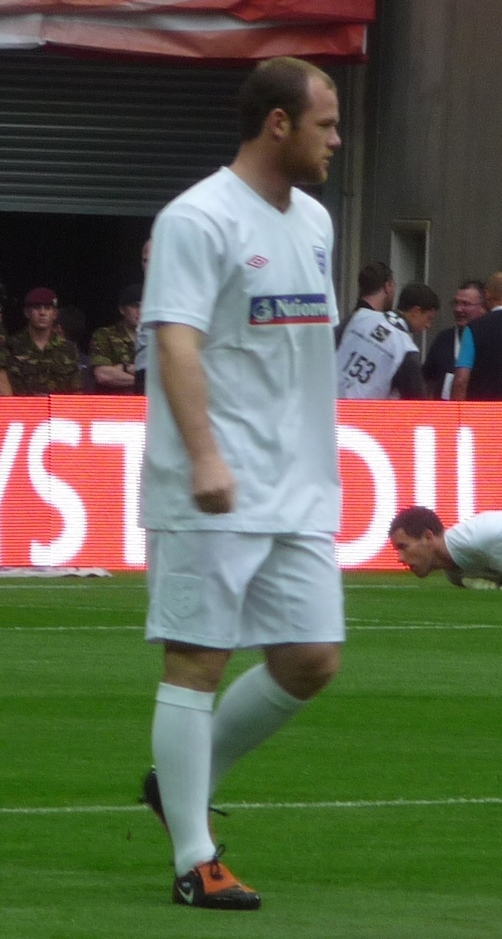
2009년 9월 잉글랜드 대표팀에서의 루니

2003년 2월 오스트레일리아와의 A매치에서 데뷔하였고, 9월 마케도니아와의 경기에서 자신의 국가대표 첫 골을 기록했다.
UEFA 유로 2004 대표팀에 승선하여 4경기 모두 선발 출전하여 4골을 기록하여 자신의 이름을 널리 떨치게 되었다. 하지만 포르투갈과의 8강전에서 부상을 당했고, 팀은 승부차기 끝에 패배하여 탈락하고 말았다.
2005-06 시즌 첼시 FC와의 경기에서 파울루 페헤이라의 태클로 부상을 입은 루니는 2006 독일 월드컵의 스쿼드에 간신히 포함되었지만, 8강 포르투갈전에서 히카르두 카르발류를 밟은 것으로 퇴장을 당했다. 이 과정에서 팀 동료 크리스티아누 호날두와의 불미스런 사건으로 인해 사이가 틀어진 것 아니냐는 오해를 받았지만 이후 계속 좋은 모습을 보여주었다.
한편 대표팀에서는 2005년 이후 2년간 득점이 없다가 UEFA 유로 2008 예선에서 골을 넣었으나 잉글랜드 대표팀은 크로아티아, 러시아에 일격을 당하여 본선 진출에 실패하였다. 특히 러시아와의 경기에서 루니는 두 경기 연속골을 넣었으나 역전의 빌미를 제공하는 페널티킥 파울을 범하여 팀 패배에 일조하고 말았다. 하지만 2008-09 시즌에는 대표팀에서의 득점력이 살아나 월드컵 조별 예선에서 9골로 잉글랜드 선수 중 최다 득점자가 되었으며 팀의 본선 진출에 크게 공헌하였다.
2009년 브라질과의 친선경기에서 주장완장을 차고 나오기도 했다(0-1 패배)
그러나 리그 막바지에 입은 부상 때문인지 남아공 월드컵에서 주전으로 나오고도 무득점과 저조한 플레이를 펼쳤으며 조별예선 2차전 알제리전 마저 0-0으로 비기자 야유를 부리는 팬들에게 폭언을 퍼부어 더 큰 비난을 듣기도 하였다. 조별예선 3차전 슬로베니아와의 경기에서는 후반 12분에 사미르 한다노비치 골키퍼의 1대1 상황에서의 오른발 슈팅이 골대에 맞는 불운이 겹쳤고 후반 부상으로 교체되었다. 16강전인 독일전에서는 출전하였으나 잉글랜드는 독일에게 1-4로 완패하며 탈락하고 말았다.
9월 8일 유로 2012 예선 스위스와의 경기에서 선제골을 넣어 1년 만에 대표팀 골을 넣었고 팀은 3-1로 승리하여 2연승을 달렸다. 10월 13일 유로 2012 예선전 몬테네그로전에 피터 크라우치와 투톱으로 출전했지만 0-0 무승부를 거뒀다. 3월 27일 유로 2012 예선전 웨일스전에 왼쪽 윙어로 출전하여 무난한 활약을 펼쳤고 2-0 승리를 거뒀지만 경고 누적으로 스위스전에 결장하게 되었다. 9월 3일 유로 2012 예선전 불가리아전에 테오 월콧과 투톱으로 출전하여 2골을 기록하였고 3-0 승리를 이끌었다. 10월 18일 유로 2012 예선전 몬테네그로전에 대런 벤트와 투톱으로 출전하였지만 후반전에 퇴장을 당하여 본선 진출을 확정지었음에도 3경기 징계를 받아 조별 리그에 모두 결장할 위기에 처했지만 항소가 받아들여지며 1경기가 감소되었다.
유로 2012 16강 D조 3차전에 징계가 풀려 선발로 출전하여 후반전 초반에 헤딩으로 결승골을 기록하여 잉글랜드를 조 1위로 진출시켰다. 이탈리아와의 8강전에서 잉글랜드는 승부차기까지 가는 접전끝에 2-4로 패배하였다.그는 두 번째 키커로 나와 성공시켰으나 3,4번째 키커가 차례로 실패하여 탈락하였다.
브라질 월드컵 지역예선 산마리노전에서 루니는 주장 완장을 차고 나왔는데, 이는 스티븐 제라드가 이전 경기에서 경고누적 퇴장을 당하여 한 경기 징계를 받았기 때문이다. 루니는 2골을 넣으며 5-0 승리를 이끌었고 경기 종료 후 큰 영광이라는 코멘트를 했으며 로이 호지슨 잉글랜드 국가대표팀 감독은 루니를 차기 잉글랜드 주장으로 점찍었다고 인터뷰하였다. 그는 다음 경기인 폴란드전에서도 전반전에 헤딩으로 선취골을 득점하였지만 잉글랜드는 1-1 무승부에 그쳤다.
2월 6일에 있었던 브라질과의 친선경기에서 선발출장하여 1골 1도움을 기록하며 2-1 승리를 이끌었다.
그리고, 6월 19일에 있었던 2014년 FIFA 월드컵 D조 조별 경기 2차전에서 우루과이와의 경기에서 골을 기록하며 뒤늦게 월드컵 데뷔골을 성공시켰지만, 1-2 역전패를 당했고, 잉글랜드는 1무 2패를 기록하여 16강 진출에 실패하였다.
15일 영국 런던 웸블리 스타디움서 열린 유로 2016 조별리그 E조 4차전 슬로베니아와 홈경기에 선발로 출전해 1골을 기록하며 잉글랜드의 3-1 역전승을 이끌었는데 이 날 루니는 본인의 100번째 A매치 출전 기록을 세우며 잉글랜드 선수 중 최연소로 센추리 클럽에 가입하였고, 골(PK)까지 기록하며 잉글랜드 대표팀 역대 득점 3위 타이기록을 작성하는 등 두 가지 진기록을 세웠다. 이 날 잉글랜드는 슬로베니아에게 3-1 승리를 거두었다.
루니는 9월 8일 영국 런던 웸블리 스타디움에서 개최된 유로2016 예선 때, 스위스를 상대로 50번째 골을 기록하였는데, 이 기록은 보비 찰튼 경의 49골을 넘어 잉글랜드 대표팀 최다골의 주인공이 됐다. 이 날 경기에서는 해리 케인과 루니의 골에 힘입어 잉글랜드는 스위스를 2-0으로 격파하였다.
2018년 8월 23일 국가대표팀에서 은퇴하였다.

## 지도자 경력
2022년 7월 MLS D.C. 유나이티드의 감독으로 취임하였다.

## 플레이 스타일
그는 뛰어난 골 감각과 스트라이커의 덕목을 모두 갖춘 선수 중 한 선수이다. 드리블 실력도 상당하면서 헤더와 프리킥 실력도 뛰어나다. 또한 패스와 경기를 조율하는 능력도 뛰어나 공격형 미드필더도 소화해 낼 수 있다. 또한 공격 외에 수비에 가담하기도 하는데, 때문에 미드필더 못지 않는 체력과 성실함도 돋보인다. 하지만 경기가 잘 풀리지 않거나 집중견제를 받으면 감정이 다소 격해져 불필요한 카드를 받기도 한다.

## 경력 통계

### 클럽
2019년 8월 5일 기준
| 클럽                | 시즌      | 리그         | 리그 | 리그 | 리그 | 국내 컵 | 국내 컵 | 리그 컵 | 리그 컵 | 유럽대항전 | 유럽대항전 | 기타 | 기타 | 통산 | 통산 |
| 클럽                | 시즌      | 리그         | 출장 | 득점 | 도움 | 출장    | 득점    | 출장    | 득점    | 출장       | 득점       | 출장 | 득점 | 출장 | 득점 |
| ------------------- | --------- | ------------ | ---- | ---- | ---- | ------- | ------- | ------- | ------- | ---------- | ---------- | ---- | ---- | ---- | ---- |
| 에버턴              | 2002–03   | 프리미어리그 | 33   | 6    | 4    | 1       | 0       | 3       | 2       | –          | –          | –    | –    | 37   | 8    |
| 에버턴              | 2003–04   | 프리미어리그 | 34   | 9    | 3    | 3       | 0       | 3       | 0       | –          | –          | –    | –    | 40   | 9    |
| 에버턴              | 2017–18   | 프리미어리그 | 31   | 10   | 2    | 1       | 0       | 1       | 0       | 7          | 1          | –    | –    | 40   | 11   |
| 에버턴              | 합계      | 합계         | 98   | 25   | 9    | 5       | 0       | 7       | 2       | 7          | 1          | –    | –    | 117  | 28   |
| 맨체스터 유나이티드 | 2004–05   | 프리미어리그 | 29   | 11   | 4    | 6       | 3       | 2       | 0       | 6          | 3          | 0    | 0    | 43   | 17   |
| 맨체스터 유나이티드 | 2005–06   | 프리미어리그 | 36   | 16   | 10   | 3       | 0       | 4       | 2       | 5          | 1          | –    | –    | 48   | 19   |
| 맨체스터 유나이티드 | 2006–07   | 프리미어리그 | 35   | 14   | 11   | 7       | 5       | 1       | 0       | 12         | 4          | –    | –    | 55   | 23   |
| 맨체스터 유나이티드 | 2007–08   | 프리미어리그 | 27   | 12   | 13   | 4       | 2       | 0       | 0       | 11         | 4          | 1    | 0    | 43   | 18   |
| 맨체스터 유나이티드 | 2008–09   | 프리미어리그 | 30   | 12   | 7    | 2       | 1       | 1       | 0       | 13         | 4          | 3    | 3    | 49   | 20   |
| 맨체스터 유나이티드 | 2009–10   | 프리미어리그 | 32   | 26   | 3    | 1       | 0       | 3       | 2       | 7          | 5          | 1    | 1    | 44   | 34   |
| 맨체스터 유나이티드 | 2010–11   | 프리미어리그 | 28   | 11   | 11   | 2       | 1       | 0       | 0       | 9          | 4          | 1    | 0    | 40   | 16   |
| 맨체스터 유나이티드 | 2011–12   | 프리미어리그 | 34   | 27   | 1    | 1       | 2       | 0       | 0       | 7          | 5          | 1    | 0    | 43   | 34   |
| 맨체스터 유나이티드 | 2012–13   | 프리미어리그 | 27   | 12   | 10   | 3       | 3       | 1       | 0       | 6          | 1          | –    | –    | 37   | 16   |
| 맨체스터 유나이티드 | 2013–14   | 프리미어리그 | 29   | 17   | 10   | 0       | 0       | 2       | 0       | 9          | 2          | 0    | 0    | 40   | 19   |
| 맨체스터 유나이티드 | 2014–15   | 프리미어리그 | 33   | 12   | 5    | 4       | 2       | 0       | 0       | –          | –          | –    | –    | 37   | 14   |
| 맨체스터 유나이티드 | 2015–16   | 프리미어리그 | 28   | 8    | 6    | 5       | 2       | 2       | 1       | 6          | 4          | –    | –    | 41   | 15   |
| 맨체스터 유나이티드 | 2016–17   | 프리미어리그 | 25   | 5    | 5    | 2       | 1       | 4       | 0       | 7          | 2          | 1    | 0    | 39   | 8    |
| 맨체스터 유나이티드 | 합계      | 합계         | 393  | 183  | 96   | 40      | 22      | 20      | 5       | 98         | 39         | 8    | 4    | 559  | 253  |
| D.C. 유나이티드     | 2018      | MLS          | 21   | 12   | 7    | 0       | 0       | –       | –       | –          | –          | –    | –    | 21   | 12   |
| D.C. 유나이티드     | 2019      | MLS          | 21   | 11   | 9    | 2       | 2       | –       | –       | –          | –          | –    | –    | 23   | 13   |
| D.C. 유나이티드     | 합계      | 합계         | 43   | 23   | 16   | 2       | 2       | –       | –       | –          | –          | –    | –    | 45   | 25   |
| 경력 합계           | 경력 합계 | 경력 합계    | 534  | 231  | 119  | 47      | 24      | 27      | 7       | 105        | 40         | 8    | 4    | 721  | 306  |

## 수상 내역

### 맨체스터 유나이티드
- 프리미어리그 (5) - 2006-07, 2007-08, 2008-09, 2010-11, 2012-13
- 풋볼 리그컵 (4) - 2006, 2009, 2010, 2017
- UEFA 챔피언스리그 (1) - 2007-08
- FA 커뮤니티 실드 (6) - 2007, 2008, 2010, 2011, 2013, 2016
- FIFA 클럽 월드컵 (1) - 2008
- FA컵 (1) - 2016
- UEFA 유로파리그 (1) - 2017

### 개인
- UEFA 유로 올스타팀 : 2004
- UEFA U-17 유로 대회 MVP : 2002
- PFA 올해의 선수 : 2009-10
- PFA 올해의 영플레이어: 2004–05, 2005–06
- PFA 팬 선정 올해의 선수 : 2005-06, 2009-10
- PFA 올해의 팀 : 2005-06, 2009-10, 2011-12
- FWA 올해의 선수 : 2009-10
- 사무국 선정 올해의 선수 : 2009-10
- 프리미어리그 도움왕 : 2006-07
- BBC 올해의 영플레이어 : 2002
- FIF/PRO 올해의 영플레이어 : 2004-05
- 프리미어리그 이달의 선수: 2005년 2월, 2005년 11월, 2006년 3월, 2007년 11월, 2010년 1월
- 잉글랜드 축구 올해의 남자 선수 : 2008, 2009, 2014, 2015
- ESM 올해의 팀 : 2009-10
- FIFA/FIFPro 월드 베스트 XI : 2011, 후보 (2013, 2014, 2015)
- 맷 버스비 경 올해의 선수 : 2005–06, 2009-10
- 맨유 올해의 선수 : 2009-10
- FIFA 클럽 월드컵 : 골든 부츠 (2008)
- FIFA 클럽 월드컵 : 골든볼 (2008)
- FIFA 클럽 월드컵 결승전 MoM : 2008
- 프리미어리그 20주년 최고의 골 : (2010-11, vs 맨체스터 시티)
- 골든 보이 : 2004
- 브라보 상 : 2003
- 프리미어리그 명예의 전당 : 2022
- Alan Hardaker 트로피 : 2006
- FWA 공로상 : 2017
- MLS 올스타 : 2019
- MLS 베스트 XI : 2018
- MLS 이 달의 선수 : 2018년 10월
- DC 유나이티드 올해의 선수 : 2018
- DC 유나이티드 골든부트 : 2018
- 글로브사커 어워드 커리어 공로상 : 2022

#### 기록
- 맨체스터 유나이티드 역대 최다 득점자 : 253골
- 맨체스터 유나이티드 역대 유럽 대항전 최다 득점자 : 37골
- 프리미어리그 역대 최다 득점자 2위 : 208골
- 프리미어리그 역대 최다 도움 3위 : 103도움
- 프리미어리그 유일 200골, 100도움 달성자
- 프리미어리그 단일 클럽 최다 득점자 2위 : 183골, 맨체스터 유나이티드
- 프리미어리그 역대 최다 원정 득점자 : 94골
- 프리미어리그 최다 10골 이상 시즌 : 12시즌
- 잉글랜드 선수 역대 챔피언스리그 최다 득점자 : 34골
- 잉글랜드 국가대표팀 최다 득점 2위 : 53골
- 잉글랜드 국가대표팀 최연소 선발 출전자 : 17세 160일
- 잉글랜드 국가대표팀 최연소 득점자 : 17세 317일
- 잉글랜드 국가대표팀 필드 플레이어 최다 출전자 : 120경기
- 맨체스터 더비 최다 득점자 : 11골

## 개인사
루니는 둘 다 중등학교에 재학 중이던 아내 콜린(성 맥러플린)을 만났다. 그들은 6년간의 연애 끝에 2008년 6월 12일 결혼했다. 그는 그가 가장 좋아하는 밴드인 스테레오포닉스의 앨범 제목인 "공연하기에 충분한 교육"이라는 문구의 문신을 가지고 있다. 콜린은 그들의 결혼식 피로연에서 연주하도록 주선했다. 결혼식은 가톨릭 교회와 약간의 논쟁에 부딪혔다. 그 부부는 지역 주교실로부터 그 계획에 반대하는 경고를 받았음에도 불구하고 제노바 근처의 개조된 수도원인 세르바라 수도원에서 종교 의식을 치렀다. 주교실은 루니 부부에게 라 세르바라가 신성을 제거하고 결혼식에 적합하지 않다고 말했다. 그것은 5마일 떨어진 다른 교회를 제안했다. 그럼에도 불구하고 그 부부는 그 조언을 무시했고 그들의 지역 가톨릭 사제인 크록스 출신의 에드워드 퀸 신부가 결혼식을 주재했다. 콜린이 가장 좋아하는 팝 밴드 웨스트라이프도 결혼식 피로연에서 노래를 불렀다.
슬하에 네 명의 아들을 두고 있다: 카이 웨인 (2009년 11월 2일 출생), 클레이 앤서니 (2013년 5월 21일 출생), 키트 조셉 (2016년 1월 24일 출생), 그리고 카스 맥 (2018년 2월 15일 출생). 카이 루니는 2020년 맨체스터 유나이티드와 계약하여 붉은 악마의 2세 선수가 되었다.

## 광고

### 대한민국
- 조아제약 바이톤 (2014년 ~ 현재)

## 같이 보기
- A매치 100경기 이상 출전한 축구 선수 명단